# Ga Jiksan
Ga Jiksan là ga trên Tuyến Gyeongbu ở thành phố Cheonan, Chungcheongnam-do, Hàn Quốc. Nó phục vụ cho Tàu điện ngầm Seoul tuyến 1.

## Bố trí ga
| ↑ Seonghwan     |
| ４３ \| ２１ \| |
| Dujeong ↓       |

| １ | ● Tuyến 1        | Địa phương | → Hướng đi Sinchang →        |
| ２ | Tàu thường xuyên |            | Đi qua                       |
| ３ | Tàu thường xuyên |            | Đi qua                       |
| ４ | ● Tuyến 1        | Địa phương | ← Hướng đi Đại học Kwangwoon |